# 管花马先蒿
管花马先蒿（学名：Pedicularis siphonantha）是列当科马先蒿属的植物。分布在尼泊尔、喜马拉雅以及中国大陆的西藏等地，生长于海拔3,500米至4,500米的地区，多生于高山湿草地中。

## 异名
- Pedicularis siphonantha D. Don var. delavayi (Franch.) Tsoong